# Perche

Provinsen Perche under 1700-talet.

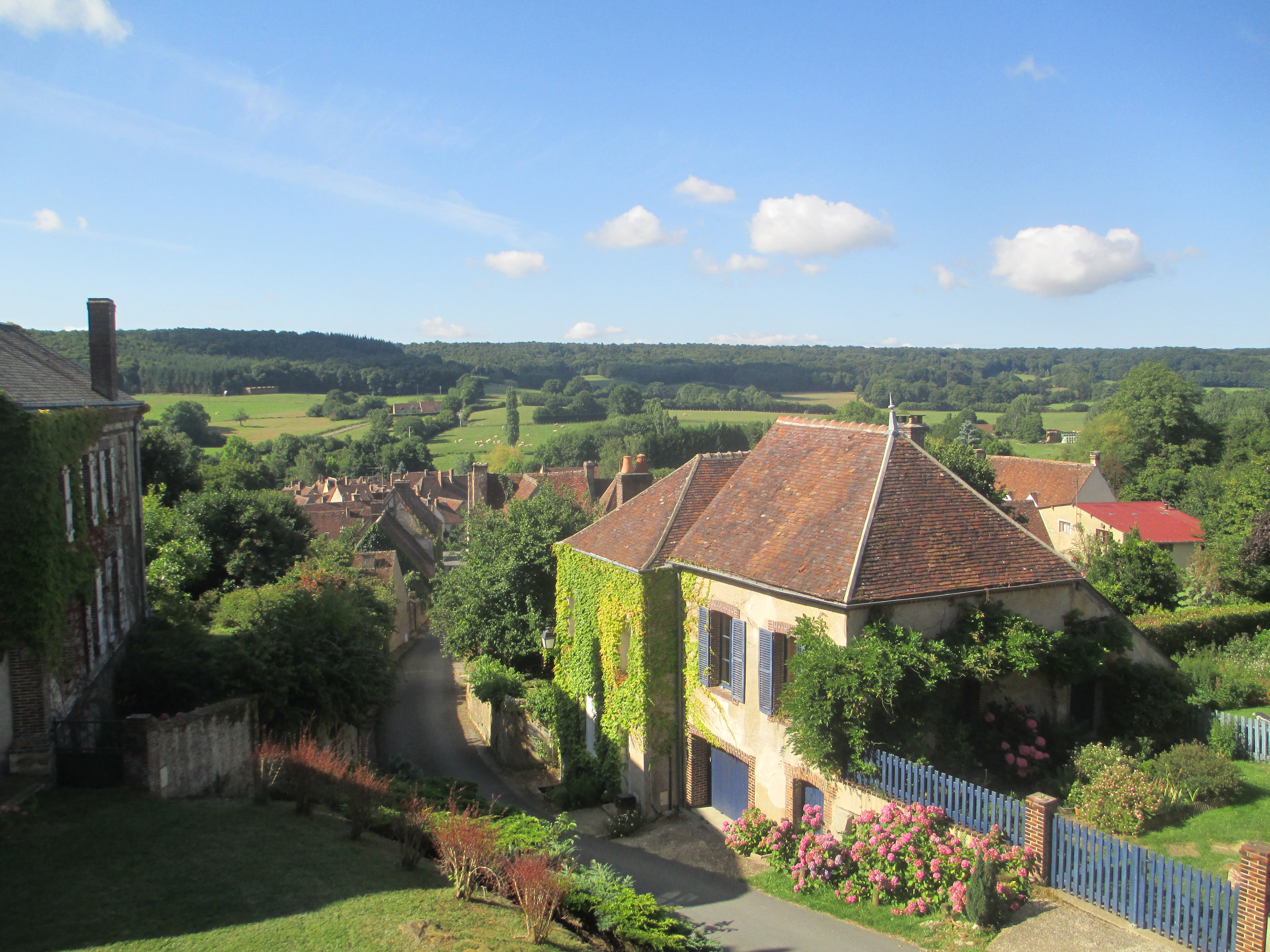
Den mindre orten Moutiers-au-Perche, med för regionen typiskt skogklädda höjder vid horisonten.

Perche (franska province du Perche) är en historisk fransk region och provins (grevskap). Den är belägen strax väster om Paris. Hästrasen percheron har sitt ursprung i Perche.

## Historik
Perche var en av de viktigaste utvandringsbygderna, för de utvandrare som på 1600- och 1700-talen kom att befolka Nya Frankrike. Därigenom kom områdets dialekt att bidra till skapandet av den speciella québecfranskan.
Perche har senare delats upp mellan de tre provinserna Normandie, Maine och Orléanais.

## Naturregion
I dagens Frankrike talas oftast om Perche som en naturregion. Den karaktäriseras då av en hög andel skogar, vilka på romersk tid bar namnet Silva Pertica. Regionen ligger mellan Aremoricahöjderna i väster och Parisbäckenet i öster. Den har Alençon i norr, floden Sarthe samt Amainhöjderna i väster och floden Loir (runt orterna Châteaudun och Vendôme) i söder. Området kännetecknas av höjder och mellanliggande dalgånar, av platåer och åsar. Perche fungerar också som vattendelare mellan Seines, Loires och de mindre normandiska flodernas flodbäcken.
Naturregionen Perche kan uppdelas i Perche-Gouët (centralt belägen), Perche Vendômois (i söder), Perche Sarthois (i väster), Perche Dunois (eller Faux Perche; i öster) och Grand Perche (det gamla grevskapet Perche; i norr).